# 陆上行舟
《陆上行舟》（德语：Fitzcarraldo），是1982年由德国著名导演韋納·荷索执导的一部剧情电影，影片讲述一位痴迷歌剧的狂人，试图在一个秘鲁小镇上建起一座宏伟的剧院的故事。影片主角的原型来自于历史上真实存在的费兹杰拉德男爵（Carlos Fitzcarrald）。电影未使用任何电脑特效，荷索在拍摄过程中有许多惊人之举，包括将一艘320吨重的蒸汽船运过一座山。荷索相信此举前无古人，恐怕也无后来者，他把自己叫做“无用的征服者”。本片被认为是最能代表荷索风格的作品之一。